# دیوید مارتین (تنیس‌باز)
دیوید مارتن (انگلیسی: David Martin؛ زاده ۲۲ فوریهٔ ۱۹۸۱) یک تنیس‌باز اهل ایالات متحده آمریکا است.